# Корнеляно Лауденсе
Корнеля̀но Лаудѐнсе (на италиански: Cornegliano Laudense, на западноломбардски: Cornejàan, Курнеян) е малко градче и община в Северна Италия, провинция Лоди, регион Ломбардия. Разположено е на 78 m надморска височина. Населението на общината е 2859 души (към 2012 г.).